# Zygmunt Gidlewski
Zygmunt Stanisław Gidlewski (ur. 18 kwietnia 1859, zm. 22 lipca 1919 w Warszawie) – pułkownik piechoty armii rosyjskiej.

## Życiorys
Urodził się 18 kwietnia 1859 w rodzinie Maksymiliana i Marii z Osuchowskich, właścicieli dóbr w ówczesnej guberni kieleckiej. Był wyznania rzymskokatolickiego. Ukończył pięć klas w klasycznym gimnazjum w Kielcach.
14 czerwca 1877 wstąpił do 28 połockiego pułku piechoty na prawach wolontariusza. 28 sierpnia tego roku został skierowany do Czugujewskiej Szkoły Junkrów Piechoty. 1 sierpnia 1880 został wcielony do 89 białomorskiego pułku piechoty, który stacjonował w Rewlu i wchodził w skład 23 Dywizji Piechoty. 14 sierpnia tego roku został mianowany chorążym, a 19 kwietnia 1881 awansowany na podporucznika. Od 4 maja do 31 lipca 1881 był odkomenderowany do 23 Brygady Artylerii w celu zapoznania się ze służbą w tym rodzaju wojsk. 12 maja 1885 awansował na porucznika ze starszeństwem z 19 kwietnia tego roku. 24 października 1889 objął dowództwo 10. kompanii. 26 lutego 1890 awansował na sztabskapitana ze starszeństwem z 15 marca tego roku. 5 marca 1892 objął dowództwo 2. kompanii. 14 maja 1896 awansował na kapitana ze starszeństwem z 15 marca tego roku. 13 listopada 1904 objął funkcję kwatermistrza pułku. 26 lutego 1905 został awansowany na podpułkownika i przeniesiony do 92 peczerskiego pułku piechoty. 10 maja tego roku został przeniesiony do 90 onegskiego pułku piechoty, lecz już 9 września 1905 został ponownie przeniesiony do 89 białomorskiego pułku piechoty na stanowisko kwatermistrza. 31 marca 1907 został wyznaczony na stanowisko dowódcy I batalionu. Od 24 kwietnia do 21 sierpnia 1907 pełnił obowiązki komendanta garnizonu Parnawa i komendanta oddziału przeznaczonego do stłumienia zamieszek. Od 15 grudnia 1907 do 15 stycznia 1908 był odkomenderowany do Parnawy w celu ochrony porządku i udzielenia pomocy władzom państwowym. Od 6 września do 17 grudnia 1908 był odkomenderowany do Tymczasowego Sądu Okręgu Wojskowego w Rewlu w charakterze członka. 16 marca 1911 został przeniesiony do 96 omskiego pułku piechoty. 30 kwietnia przybył do pułku, a 12 maja tego roku objął dowództwo III batalionu. 5 marca 1913 został wyznaczony na stanowisko kwatermistrza pułku. 5 października 1913 został awansowany na pułkownika ze starszeństwem z 26 sierpnia 1912.
24 czerwca 1915 pełnił służbę w Sztabie 10 Armii na stanowisku pomocnika szefa Oddziału Etapowego i Gospodarczego. 1 sierpnia 1916 w dalszym ciągu pozostawał na tym stanowisku.
Zmarł 22 lipca 1919 w Warszawie i dwa dni później został pochowany na cmentarzu Powązkowskim (kwatera 67, rząd 2, miejsce 10).
Był żonaty z Marią, córką podpułkownika Juliana Wojsym-Antoniewicza, z którą miał córkę Marię i syna Zygmunta, bliźniaków urodzonych 1 lutego 1887  w Rewlu. Syn Zygmunt w 1916 otrzymał dyplom inżyniera komunikacji, w marcu 1920 przyjechał z Rosji do Warszawy i rozpoczął pracę na kolei, w 1935 awansował na stanowisko zastępcy naczelnika służby drogowej w Dyrekcji Okręgowej Kolei Państwowych w Warszawie. Zmarł 24 kwietnia 1939. Był odznaczony Złotym Krzyżem Zasługi.

## Ordery i odznaczenia
- Order Świętego Włodzimierza 3 stopnia – 21 listopada 1916[8]
- Order Świętego Włodzimierza 4 stopnia – 6 grudnia 1909[2] (miecze i kokarda do orderu – 28 maja 1915[8])
- Order Świętej Anny 2 stopnia – 20 września 1906[2] (miecze do orderu – 28 maja 1915[8])
- Order Świętego Stanisława 2 stopnia – 6 grudnia 1905[2]
- Order Świętej Anny 3 stopnia – 6 grudnia 1901[2] (miecze i kokarda do orderu – 3 grudnia 1915[8])
- Order Świętego Stanisława 3 stopnia – 30 sierpnia 1889[2]
- Order Świętej Anny 4 stopnia z napisem na szabli „Za odwagę” – 28 maja 1915[8]
- Medal na Pamiątkę Koronacji Aleksandra III – 26 lutego 1896[2]
- Medal Czerwonego Krzyża „Na Pamiątkę Wojny Rosyjsko-Japońskiej” (ros. Медаль Красного Креста «В память русско-японской войны») – 9 listopada 1907[2]
- Medal Pamiątkowy Wojny Ojczyźnianej 1812 – 12 marca 1913[2]
- Medal pamiątkowy 300-lecia Domu Romanowych – 12 marca 1913[2]
- Medal Pamiątkowy „Za pracę przy pierwszym spisie powszechnym” – 14 czerwca 1897[2]